# Die Somme. Das Grab der Millionen
Die Somme (auch: Das Grab der Millionen) ist der Titel eines stummen Dokumentar-Dramas, das Heinz Paul 1930 für die Cando-Film Berlin nach einem eigenen Drehbuch realisierte. Paul ergänzte Spielszenen mit deutschen Darstellern durch Dokumentaraufnahmen aus Archivmaterial deutscher, französischer und englischer Herkunft.

## Handlung
„Zwölf Jahre nach dem Ende des Ersten Weltkrieges zeichnet Heinz Paul mit englischen, deutschen und französischen Originalaufnahmen die Schlacht an der Somme 1916 nach, mit über einer Million Toten die verlustreichste Schlacht des Krieges. Ergänzt werden die Archivbilder durch Spielszenen einer deutschen Mutter, die ihre drei Söhne verliert, und durch nachgestellte Frontszenen.“
(filmportal.de)
„Die Schlacht an der Somme, bei der alliierte Truppen die deutsche Frontlinie bombardierten, mündete in einen monatelangen Stellungskrieg. In dokumentarischer Manier zeigt der Film Szenen der verheerendsten Schlacht des Ersten Weltkriegs. Erzählt wird aus der Perspektive einer Mutter, die ihre drei Söhne in der Schlacht verliert.“
(Programm ARD)

## Hintergrund
Für den Film wurden Aufnahmen aus dem 1927 entstandenen britischen Film The Somme verwendet.
Die Photographie besorgten Sidney Blythe, Georg Bruckbauer, Viktor Gluck, Frederick Young. Produktionsleiter war Harry Dettmann. Der Film wurde unter dem Arbeitstitel Das Grab der Millionen begonnen und lag der Reichsfilmzensur zur Prüfung am 14. April 1930 vor. Er durfte unter der Nr. B 25 625 (Grab der Millionen, Das) passieren. Die Uraufführung fand am 29. April 1930 in Berlin statt. Der Film, dessen Vertrieb der Cando-Film-Verleih übernommen hatte, lief auch in Schweden, wo er Slaget vid Somme hieß und am 26. Januar 1931 Premiere hatte.
Die Somme. Das Grab der Millionen ist in einer Länge von 2154 Metern unter der Nr. B 69368-6 (Archivsignatur: 10533) im Bundesfilmarchiv erhalten. Mit der Tonfilmgeschwindigkeit von 24 (Fernsehen: 25) Bildern vorgeführt reduziert sich die Spieldauer der ursprünglich mit 18–20 Bildern pro Sekunde gekurbelten Aufnahmen von über 100 auf 79 Minuten. Abgesehen davon wirken auch die Bewegungen in den zu schnell wiedergegebenen Bildern unnatürlich, was gerade bei ernsten Szenen Anlass zu Irritationen unter den Zuschauern gibt.
Wiederaufführungen:
Das Berliner Zeughauskino Unter den Linden 2 zeigte Die Somme. Das Grab der Millionen in seiner Filmreihe „Erster Weltkrieg im Film“, die vom  1. November bis zum 1. Dezember 2008 lief, am 14. November 2008 mit einer Einführung durch den Filmhistoriker Philipp Stiasny. Am Klavier begleitete Peter Gotthardt.
Der Kulturkanal Arte zeigte Die Somme. Das Grab der Millionen im deutschen Fernsehen am 1. März 2016 um ein Uhr nachts mit einer Klavierbegleitung durch den Stummfilmkomponisten und -pianisten Neil Brand.

## Rezeption
- Die Verwendung authentischen Archivmaterials wird hervorgehoben:

„Dieser Film von 1930 ergänzt Originalaufnahmen aus den Archiven mit Spielfilmelementen, die versuchen, die persönlichen Tragödien der Beteiligten abzubilden.“
„Die Archive sind geöffnet!“ hieß es in der zeitgenössischen Werbung: „Heute nach fast zwölfjähriger Beendigung des Weltkrieges ist es endlich möglich, der Öffentlichkeit authentische Filmaufnahmen von den wirklichen Vorgängen an der Somme zu zeigen.“
- Mehrfach wird auf die erst heute bei den Dokumentaristen voll entfaltete Methode des Reenactment verwiesen:

„In der Verbindung von dokumentarischen Aufnahmen mit nachgestellten Szenen und Elementen einer Spielhandlung ist »Die Somme« ein frühes Beispiel für die Praxis des Reenactment, der Nachinszenierung historischer Ereignisse, ohne das heute kein Geschichtsfernsehen mehr auskommt.“
„Zu den kritischen Stimmen der frühen Tonfilmzeit gehört "Die Somme. Das Grab der Millionen", 1930. Regisseur Heinz Paul kombiniert deutsche, französische und englische Originalaufnahmen von der verlustreichsten Schlacht des Kriegs, stellt Frontereignisse nach und ergänzte dies mit Spielszenen um eine Familie - ein Stilmittel, ohne das heute kaum eine Dokumentation auskommt.“
„In seiner Kombination dieser Elemente ist der Film [...] ein frühes Beispiel für "Reenactment"“. (filmportal.de)
- Bereits zur Entstehungszeit des Films wurde diese Methode jedoch kontrovers diskutiert:

Fritz Olimsky in der Berliner Börsen-Zeitung vom 4. Mai 1930  kritisierte die Mischung aus dokumentarischen und fiktiven Elementen:  „Jedem, der selbst draußen war, muß notwendigerweise an zahlreichen Stellen diese Mischung von Echtem und Falschem auffallen“.
Marco Spiess bei molodezhnaja attestiert dem Regisseur zwar eine angenehm neutrale und nüchterne Handhabung der Dokumentarbilder, traut ihm sogar die „Vision einer Zukunft ohne derart verlustreiche Schlachten“ zu, tadelt aber „die nicht enden wollende Serie an Wiederholungen“ im Bildmaterial, die „jegliche visuelle Abwechslung vermissen“ lasse und den Zuschauer eher ermüde. Regisseur Paul habe zwar die Bilder, aber keine Geschichte, brächte trotz der Spielszenen keine Bindung an Personen zuwege, schaffe es nicht, eine Dramaturgie in die Bilder zu bringen. Deswegen gelinge es ihm nicht, seine Zuschauer gefühlsmäßig in das Gesehene zu involvieren. Der Versuch, „die persönlichen Tragödien der Beteiligten abzubilden“, misslinge.

## Abbildungen
- Titelblatt Illustrierter Film-Kurier No. 1392: Die Somme - Das Grab der Millionen. (aufgerufen am 24. Februar 2016)
- Kinoplakat zu dem englischen Film The Somme mit ähnlichem Bildmotiv